# Carex pyramidalis
Carex pyramidalis är en halvgräsart som beskrevs av Georg Kükenthal. Carex pyramidalis ingår i släktet starrar, och familjen halvgräs. Inga underarter finns listade i Catalogue of Life.